# Campionatul Mondial de Atletism din 2023 - Triplusalt (feminin)
Proba feminină de triplusalt de la Campionatul Mondial de Atletism din 2023 a avut loc în perioada 23-25 august 2023 pe Centrul Național de Atletism din Budapesta, Ungaria.

## Program
Ora este ora Ungariei (UTC+1)
| Dată      | Oră   | Etapă      |
| --------- | ----- | ---------- |
| 23 august | 19:10 | Calificări |
| 25 august | 19:35 | Finala     |

## Rezultate

### Calificări
În finală s-au calificat toți sportivii care au sărit distanța de 14,30m (C) sau cele mai bune 12 performanțe (c).
| Loc | Grupă | Nume                    | Țară                       | Rundă | Rundă | Rundă | Cea mai bună performanță | Note  |
| Loc | Grupă | Nume                    | Țară                       | 1     | 2     | 3     | Cea mai bună performanță | Note  |
| --- | ----- | ----------------------- | -------------------------- | ----- | ----- | ----- | ------------------------ | ----- |
| 1   | A     | Shanieka Ricketts       | Jamaica                    | 14,67 |       |       | 14,67                    | C, SB |
| 2   | B     | Thea LaFond             | Dominica                   | x     | 14,62 |       | 14,62                    | C, RN |
| 3   | B     | Yulimar Rojas           | Venezuela                  | 14,59 |       |       | 14,59                    | C     |
| 4   | A     | Maryna Bekh-Romanchuk   | Ucraina                    | 14,55 |       |       | 14,55                    | C     |
| 5   | A     | Leyanis Pérez Hernandez | Cuba                       | 14,50 |       |       | 14,50                    | C     |
| 6   | A     | Keturah Orji            | Statele Unite ale Americii | x     | 14,33 |       | 14,33                    | C     |
| 7   | B     | Liadagmis Povea         | Cuba                       | 14,05 | 14,31 |       | 14,31                    | C     |
| 8   | B     | Kimberly Williams       | Jamaica                    | 14,30 |       |       | 14,30                    | C, SB |
| 9   | A     | Ottavia Cestonaro       | Italia                     | 13,74 | 14,20 | 13,97 | 14,20                    | C, SB |
| 10  | A     | Dariya Derkach          | Italia                     | x     | 14,15 | 13,95 | 14,15                    | C     |
| 11  | A     | Jasmine Moore           | Statele Unite ale Americii | 14,01 | 13,90 | 14,13 | 14,13                    | C     |
| 12  | B     | Tori Franklin           | Statele Unite ale Americii | x     | 14,13 | 14,00 | 14,13                    | C     |
| 13  | A     | Maria Vicente           | Spania                     | 13,72 | 13,57 | 14,13 | 14,13                    |       |
| 14  | A     | Tuğba Danișmaz          | Turcia                     | 13,86 | x     | 14,11 | 14,11                    |       |
| 15  | A     | Elena Taloș             | România                    | x     | x     | 14,06 | 14,06                    | SB    |
| 16  | B     | Maja Åskag              | Suedia                     | 13,78 | 13,98 | 13,85 | 13,98                    |       |
| 17  | B     | Ackelia Smith           | Jamaica                    | 13,95 | 13,79 | 13,63 | 13,95                    |       |
| 18  | A     | Kristiina Mäkelä        | Finlanda                   | 13,64 | x     | 13,88 | 13,88                    |       |
| 19  | A     | Rüta Kate Lasmane       | Letonia                    | x     | 13,77 | 13,87 | 13,87                    |       |
| 20  | A     | Dovile Kilty            | Lituania                   | 13,76 | 13,87 | x     | 13,87                    |       |
| 21  | B     | Adrianna Laskowska      | Polonia                    | 13,69 | 13,66 | 13,51 | 13,69                    |       |
| 22  | B     | Diana Ion               | România                    | x     | 13,58 | 13,66 | 13,66                    |       |
| 23  | B     | Gabriele dos Santos     | Brazilia                   | 13,34 | x     | 13,66 | 13,66                    |       |
| 24  | A     | Sharifa Davronova       | Uzbekistan                 | 13,66 | 13,17 | 13,22 | 13,66                    |       |
| 25  | A     | Neja Filipič            | Slovenia                   | 13,24 | 13,58 | 13,64 | 13,64                    |       |
| 26  | A     | Mariko Morimoto         | Japonia                    | x     | x     | 13,64 | 13,64                    |       |
| 26  | A     | Kira Wittmann           | Germania                   | x     | 13,64 | x     | 13,64                    |       |
| 28  | B     | Eva Pepelnak            | Slovenia                   | 13,29 | 13,47 | 13,60 | 13,60                    |       |
| 29  | B     | Charisma Taylor         | Bahamas                    | 13,37 | 12,17 | 13,51 | 13,51                    |       |
| 30  | B     | Senni Salminen          | Finlanda                   | 12,67 | 13,26 | 13,50 | 13,50                    |       |
| 31  | A     | Véronique Kossenda Rey  | Camerun                    | 13,21 | 13,39 | 13,20 | 13,39                    |       |
| 32  | B     | Mariya Siney            | Ucraina                    | x     | 13,38 | 13,09 | 13,38                    |       |
| 33  | B     | Aina Grikšaitė          | Lituania                   | x     | 13,31 | 13,36 | 13,36                    |       |
| 34  | B     | Maoko Takashima         | Japonia                    | 13,34 | x     | 13,25 | 13,34                    |       |
| 35  | A     | Sangoné Kandji          | Senegal                    | 12,58 | 12,57 | 12,82 | 12,82                    |       |
| 36  | B     | Beatrix Szabó           | Ungaria                    | 12,68 | 12,79 | 12,61 | 12,79                    |       |

### Finala
Finala a avut loc pe 25 august.
| Loc | Nume                    | Țară                       | Rundă | Rundă | Rundă | Rundă | Rundă | Rundă | Cea mai bună performanță | Note |
| Loc | Nume                    | Țară                       | 1     | 2     | 3     | 4     | 5     | 6     | Cea mai bună performanță | Note |
| --- | ----------------------- | -------------------------- | ----- | ----- | ----- | ----- | ----- | ----- | ------------------------ | ---- |
| 1   | Yulimar Rojas           | Venezuela                  | x     | 14,33 | 14,26 | x     | x     | 15,08 | 15,08                    |      |
| 2   | Maryna Bekh-Romanchuk   | Ucraina                    | 15,00 | 14,81 | 14,66 | x     | 14,87 | x     | 15,00                    | SB   |
| 3   | Leyanis Pérez Hernandez | Cuba                       | 14,96 | x     | 14,70 | 14,82 | 14,90 | 14,83 | 14,96                    |      |
| 4   | Shanieka Ricketts       | Jamaica                    | 14,84 | 14,87 | 14,79 | 14,73 | 11,69 | 14,93 | 14,93                    | SB   |
| 5   | Thea LaFond             | Dominica                   | 14,71 | 14,49 | 14,57 | x     | 14,90 | 14,42 | 14,90                    | RN   |
| 6   | Liadagmis Povea         | Cuba                       | 14,23 | 14,52 | 14,55 | 14,87 | 14,71 | 14,86 | 14,87                    | SB   |
| 7   | Kimberly Williams       | Jamaica                    | 14,04 | 14,08 | 14,38 | 13,60 | 14,25 | 13,89 | 14,38                    | SB   |
| 8   | Dariya Derkach          | Italia                     | 14,36 | x     | x     | x     | x     | x     | 14,36                    | SB   |
| 9   | Keturah Orji            | Statele Unite ale Americii | 14,33 | x     | x     |       |       |       | 14,33                    |      |
| 10  | Ottavia Cestonaro       | Italia                     | 14,05 | x     | 13,69 |       |       |       | 14,05                    |      |
| 11  | Jasmine Moore           | Statele Unite ale Americii | x     | x     | 13,54 |       |       |       | 13,54                    |      |
| 12  | Tori Franklin           | Statele Unite ale Americii | NS    | NS    | NS    | NS    | NS    | NS    | NS                       |      |